# Tajik League 2013
De Tajik League 2013 is het 22e seizoen van het voetbalkampioenschap van Tadzjikistan (Ligai olii Toçikiston).
Het hoogste niveau bestaat uit elf voetbalclubs en er wordt gevoetbald van het voorjaar tot en met het najaar. Titelhouder van vorige seizoen is Ravshan Kulob.

## Teams
| Team                    | Locatie      | Stadion                        | Capaciteit |
| ----------------------- | ------------ | ------------------------------ | ---------- |
| CSKA Pomir Dushanbe     | Dushanbe     | CSKA Stadium                   | 7.000      |
| Energetik Dushanbe      | Dushanbe     |                                |            |
| Istaravshan             | Istaravshan  | Istravshan Arena               | 20.000     |
| Istiklol                | Dushanbe     | Pamir Stadium                  | 24.000     |
| Khayr Vahdat            | Vahdat       |                                |            |
| Khujand                 | Khujand      | 20-Letie Nezavisimostistadion  | 20.000     |
| Parvoz Bobojon Ghafurov | Ghafurov     |                                |            |
| Ravshan                 | Kulob        | Kulob Central Stadium          | 20.000     |
| Regar-TadAZ             | Tursunzoda   | Stadium Metallurg 1st District | 20.000     |
| Vakhsh                  | Qurghonteppa | Tsentralnyi Stadium            | 10.000     |

## Stand
| Pos | Team                | Wed | W  | G | V  | Ptn | DV | DT | +/− | Kwalificatie |
| --- | ------------------- | --- | -- | - | -- | --- | -- | -- | --- | ------------ |
| 1   | Ravshan Kulob (C)   | 18  | 14 | 4 | 0  | 46  | 26 | 5  | +21 | AFC Cup 2014 |
| 2   | Istiklol            | 18  | 14 | 1 | 3  | 43  | 47 | 8  | +39 |              |
| 3   | Khayr Vahdat        | 18  | 9  | 7 | 2  | 34  | 26 | 14 | +12 |              |
| 4   | Regar-TadAZ         | 18  | 10 | 3 | 5  | 33  | 26 | 18 | +8  |              |
| 5   | Khujand             | 18  | 6  | 5 | 7  | 23  | 17 | 21 | −4  |              |
| 6   | Parvoz              | 18  | 4  | 7 | 7  | 19  | 14 | 29 | −15 |              |
| 7   | Vakhsh              | 18  | 4  | 4 | 10 | 16  | 11 | 17 | −6  |              |
| 8   | Energetik Dushanbe  | 18  | 4  | 4 | 10 | 16  | 13 | 23 | −10 |              |
| 9   | CSKA Pamir Dushanbe | 18  | 2  | 5 | 11 | 11  | 10 | 26 | −16 |              |
| 10  | Istaravshan         | 18  | 2  | 2 | 14 | 8   | 13 | 42 | −29 |              |
| 11  | Panjshir            | 0   | 0  | 0 | 0  | 0   | 0  | 0  | 0   |              |

1. ↑  Panjshir trok zich terug uit de competitie, waarna alle resultaten werden geannuleerd.

## Topscorers
| Rank | Speler               | Club           | Doelpunten |
| ---- | -------------------- | -------------- | ---------- |
| 1    | Hossein Sohrabi      | Khayr/Istiklol | 11         |
| 2    | Dilshod Vasiev       | Istiklol       | 10         |
| 3    | Aleksandr Kudryashov | Istiklol       | 7          |
| 3    | Hasan Rustamov       | Ravshan        | 7          |
| 5    | Mirzobek Mirzoev     | Khayr          | 6          |

## Hattricks
| Spelers              | Voor     | Tegen                   | Resultaat | Datum           |
| -------------------- | -------- | ----------------------- | --------- | --------------- |
| Aleksandr Kudryashov | Istiklol | Istaravshan             | 9–0       | 8 juni 2013     |
| Dilshod Vasiev       | Istiklol | Parvoz Bobojon Ghafurov | 6–0       | 30 oktober 2013 |

1992 · 1993 · 1994 · 1995 · 1996 · 1997 · 1998 · 1999 · 2000 · 2001 · 2002 · 2003 · 2004 · 2005 · 2006 · 2007 · 2008 · 2009 · 2010 · 2011 · 2012 · 2013 · 2014 · 2015 · 2016 · 2017 · 2018 · 2019 · 2020 · 2021 · 2022 · 2023 · 2024 · 2025
Chatlon · 
Choedzjand ·
CSKA Pomir · 
Doesjanbe-83 · 
Fajzdjand · 
Istaravshan · 
Istiklol · 
Koektosj Rudaki · 
Lokomotiv Pomir · 
Regar-TadAZ